# Luke Bryan
Thomas Luther "Luke" Bryan, född 17 juli 1976, är en amerikansk countrymusiksångare och -låtskrivare. Han kommer ursprungligen från Leesburg, Georgia.[källa behövs]